# Partido di Azul
Il partido di Azul è un dipartimento (partido) dell'Argentina facente parte della Provincia di Buenos Aires. Il capoluogo è Azul.
Secondo il censimento del 2001 il partido contava una popolazione di 62.996 abitanti, con un aumento dell'1,16% rispetto al censimento del 1991.
Il partido comprende le seguenti località principali:
- Azul (53.054 ab. nel 2001)[2]
- Chillar (3.332 ab.)
- Cacharí (2.968 ab.)
- Dieciséis de Julio (151 ab.)
- Ariel (62 ab.)